# Alarobia
Alarobia är en ort i Madagaskar. Den ligger i regionen Analamanga, i den centrala delen av landet. Alarobia ligger 1 389 meter över havet och antalet invånare är 16 000.
Omgivningarna runt Alarobia är huvudsakligen savann.